# Pałapus
Pałapus – wieś sołecka w Polsce położona w województwie mazowieckim, w powiecie ostrowskim, w gminie Ostrów Mazowiecka.
| SIMC    | Nazwa               | Rodzaj    |
| ------- | ------------------- | --------- |
| 0516880 | Pałapus Szlachecki  | część wsi |
| 0516896 | Pałapus Włościański | część wsi |

Miejscowość utworzono 1 stycznia 2013 z połączenia wsi Pałapus Szlachecki i Pałapus Włościański.
Wieś szlachecka położona była w drugiej połowie XVI wieku w powiecie ostrowskim ziemi nurskiej. 
Wierni kościoła rzymskokatolickiego należą do parafii Wniebowzięcia Najświętszej Maryi Panny w Ostrowi Mazowieckiej.